# Abraham van Cuylenborch
Abraham van Cuylenborch o Cuylenburgh (Utrecht, c. 1610/1620– Utrecht, 22 de novembre de 1658) fou un pintor barroc neerlandès, especialitzat en la pintura de paisatge amb figures.

## Biografia
Amb prou feines es disposa de dades per traçar la seva biografia. Consta que el 1639 va ingressar en el gremi de Sant Lluc d'Utrecht, on dos anys més tard va contreure matrimoni i va morir el 22 de novembre de 1658. Per l'estil dels seus paisatges italianizants se l'ha suposat deixeble de Cornelis van Poelenburgh sense proves concloents.
Especialitzat en la pintura de paisatges italianizants amb àmplies grutas perforades, obertes a paisatges llunyans, ruïnes i arquitectures clàssiques, va col·laborar a vegades amb altres pintors com Jacob Duck i Dirck Stoop, els qui es van encarregar d'agregar les figures de les seves obres, component amb freqüència escenes mitològiques, com el tema repetit de Diana i Acteón o Diana i les seves nimfes i Diana en el bany (La Haia, Mauritshuis; Estocolm, Nationalmusuem; Roma, Galeria Borghese i Madrid, col·lecció particular, entre altres).